# Ethylen-Vinylalkohol-Copolymer

Allgemeine Struktur von Ethylen-Vinylalkohol-Copolymer

Ethylen-Vinylalkohol-Copolymer, Kurzzeichen EVOH, ist ein Copolymer, das formal aus den Monomeren Ethen und Vinylalkohol aufgebaut ist.

## Herstellung und Eigenschaften

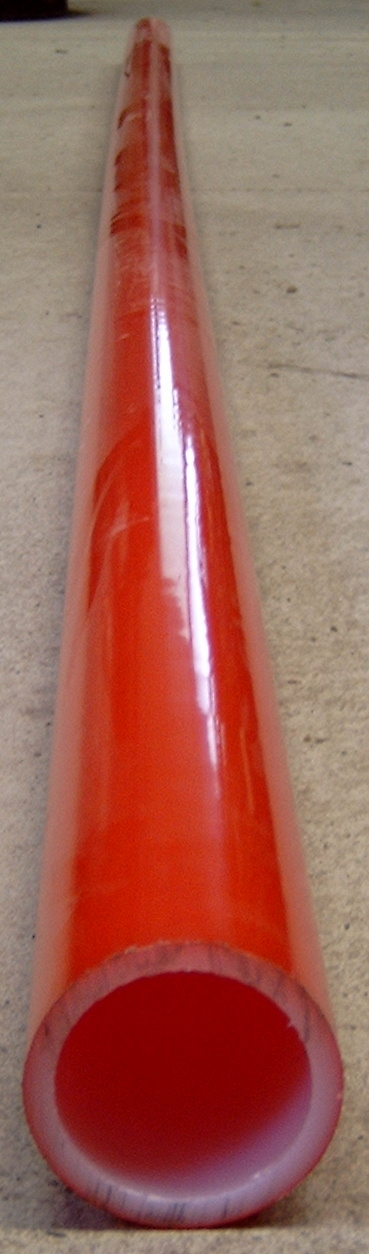
Fabrikneues Rohr aus vernetztem Polyethylen mit Sauerstoffdiffusionsbarriere aus Ethylen-Vinylalkohol-Copolymer

Da Vinylalkohol ein instabiles Tautomer von Acetaldehyd ist, wird zunächst ein Copolymer aus Ethen und Vinylacetat hergestellt. Aus dem Ethylen-Vinylacetat-Copolymer wird anschließend durch Verseifung das Ethylen-Vinylalkohol-Copolymer hergestellt.
Ethylen-Vinylalkohol-Copolymer wird entweder extrudiert oder als eine dünne Schicht auf Pappe, Folie oder andere Kunststoffe laminiert. Die Eigenschaften des Copolymers hängen vom Anteil an Ethen im Copolymer ab. Niedrige Ethen-Anteile führen zu einem Copolymer mit verbesserten Trennungs-Eigenschaften, höhere Ethen-Anteile erniedrigen die Verarbeitungstemperatur (Erweichungstemperatur) des Copolymerisats.
Ethylen-Vinylalkohol-Copolymer hat eine hohe Sperrwirkung gegenüber Sauerstoff, reduziert also die Diffusion von Sauerstoff durch die Schicht aus Ethylen-Vinylalkohol-Copolymer. Eine vollständige Unterbindung der Sauerstoffdiffusion wie etwa mit Metallen ist mit Ethylen-Vinylalkohol-Copolymer nicht möglich.
Ethylen-Vinylalkohol-Copolymer wird zur Verpackung von Nahrungsmitteln eingesetzt, um den Zutritt von Sauerstoff an die Lebensmittel zu reduzieren.
Kunststoffrohre, vornehmliche solche aus vernetztem Polyethylen (PE-X), die für den Transport von Warmwasser dienen, werden außen mit einer Schicht aus Ethylen-Vinylalkohol-Copolymer überzogen, um die Sauerstoffdiffusion in das Warmwasser zu reduzieren und somit Korrosion von metallischen Komponenten im Warmwasserkreislauf zu reduzieren. Die Verbindung zwischen der Außenwand des Kunststoffrohres und der Schicht aus Ethylen-Vinylalkohol-Copolymer erfolgt über einen Haftvermittler, der häufig eingefärbt ist.
Ethylen-Vinylalkohol-Copolymer wird auch in der Herstellung von Tankbehältern in der Automobilindustrie eingesetzt. Der Primärverwendungszweck ist hier die Reduktion der Emission von Kohlenwasserstoffen aus den Tankbehältern.

## Struktur
Die genaue Abfolge der Ethylen- und Vinylalkohol-Strukturbausteine im Ethylen-Vinylalkohol-Copolymer ist zufällig, ein Beispiel ist etwa:
{\displaystyle \mathrm {{-}(CH_{2}{-}CH_{2})_{m}{-}(CH_{2}{-}CHOH)_{n}{-}(CH_{2}{-}CH_{2}){-}(CH_{2}{-}CHOH){-}(CH_{2}{-}CHOH){-}(CH_{2}{-}CH_{2}){-}\;\,} }

## Industrielle Produktion
Die japanische Kuraray Group, die EVOH unter dem EVAL-Logo verkauft, ist der weltgrößte Hersteller mit Standorten in Okayama (Japan, 10.000 Jahrestonnen), Pasadena/Houston (USA, 58.000 Jahrestonnen) und Zwijndrecht (Belgien, 35.000 Jahrestonnen). Die ebenfalls japanische Nippon-Gohsei-Gruppe vertreibt EVOH unter dem Namen SoarnoL, produziert an den Standorten Japan (Mizushima, 10.000 Jahrestonnen), USA (La Porte/Houston, 38.000 Jahrestonnen) und England (Hull, 18.000 Jahrestonnen). Das taiwanische Unternehmen Chang Chun Group vertreibt in Taiwan hergestelltes EVOH unter dem Markennamen EVASIN.

## Anwendung in der Medizin
In der interventionellen Radiologie kann Ethylen-Vinylalkohol-Copolymer als Flüssigembolisat genutzt werden. Unter den Handelsnamen Onyx und Squid Peri sind Präparate in verschiedenen EVOH-Konzentrationen im Markt, die unterschiedliche Viskositäten aufweisen und je nach den Strömungsmodalitäten der Zielgefäße verwendet werden. Neben dem Lösungsmittel Dimethylsulfoxid (DMSO) enthält Onyx als auch Squid Peri Tantalpulver als Kontrastmittel. Über einen Mikrokatheter werden Blutgefäße endovaskulär mit diesem flüssigen Gemisch gefüllt, das innerhalb von 5 Minuten aushärtet. Als 20%ige EVOH-Lösung ist Onyx seit April 2007 als „Humanitarian Use Device“ (HUD) zugelassen zur Behandlung von intrakraniellen Aneurysmata, die chirurgisch nicht entfernbar sind.  Ferner gibt es eine 6%ige (Onyx 18) sowie eine 8%ige EVOH-Lösung (Onyx 34), mit denen neben intrakraniellen Gefäßmalformationen wie Aneurysmata (dem ursprünglichen Anwendungsgebiet) auch periphere Gefäßmalformationen, zum Beispiel arteriovenöse Malformationen, versorgt werden. Mit Squid Peri 12 steht eine Variante mit noch geringerer Viskosität zur Verfügung, welche z. B. für AV-Malformationen mit sehr kleinen Gefäßen verwendet werden kann.